# Harstena
Harstena é uma pequena ilha do Mar Báltico, situada no arquipélago costeiro da província sueca da Gotalândia Oriental.

É a principal atração turística do arquipélago, com as suas cabanas de madeira do século XIX, e as suas memórias dos tempos em que era praticada a caça às focas.